# História do café
A história do café começou no século VII. O café é originário das terras altas da Etiópia (possivelmente com culturas no Sudão e Quênia) transportado pelos mouros para o Egito e a Europa. Mas, ao contrário do que se acredita, a palavra "café" não é originária de Kaffa - local de origem da planta -, e sim da palavra árabe qahwa, que significa "vinho"(قهوة), devido à importância que a planta passou a ter para o mundo árabe.
Uma lenda conta que um pastor chamado Kaldi observou que suas cabras ficavam mais espertas ao comer as folhas e frutos do cafeeiro. Ele experimentou os frutos e sentiu maior vivacidade. Um monge da região, informado sobre o fato, começou a utilizar uma infusão de frutos para resistir ao sono enquanto orava.
Parece que as tribos africanas, que conheciam o café desde a Antiguidade, moíam seus grãos e faziam uma pasta utilizada para alimentar os animais e aumentar as forças dos guerreiros. Seu cultivo se estendeu primeiro na Arábia, introduzido provavelmente por prisioneiros de guerra, onde se popularizou aproveitando a lei seca por parte do Islã. O Iêmen foi um centro de cultivo importante, de onde se propagou pelo resto do Mundo Árabe.
O conhecimento dos efeitos da bebida disseminou-se e no século XVI o café era utilizado no oriente, sendo torrado pela primeira vez na Pérsia.
Na Arábia, a infusão do café recebeu o nome de kahwah ou cahue (ou ainda qah'wa, do original em árabe قهوة). Enquanto na língua turco otomana era conhecido como kahve, cujo significado original também era "vinho". A classificação Coffea arabica foi dada pelo naturalista Lineu.
O café no entanto teve inimigos mesmo entre os árabes, que consideravam suas propriedades contrárias às leis do profeta Maomé. No entanto, logo o café venceu essas resistências e até os doutores maometanos aderiram à bebida para favorecer a digestão, alegrar o espírito e afastar o sono, segundo os escritores da época.

## Disseminação da produção e consumo
Em 1475 surge em Constantinopla a primeira loja de café, produto que para se espalhar pelo mundo se beneficiou, primeiro, da expansão do Islamismo e, em uma segunda fase, do desenvolvimento dos negócios proporcionado pelos descobrimentos.

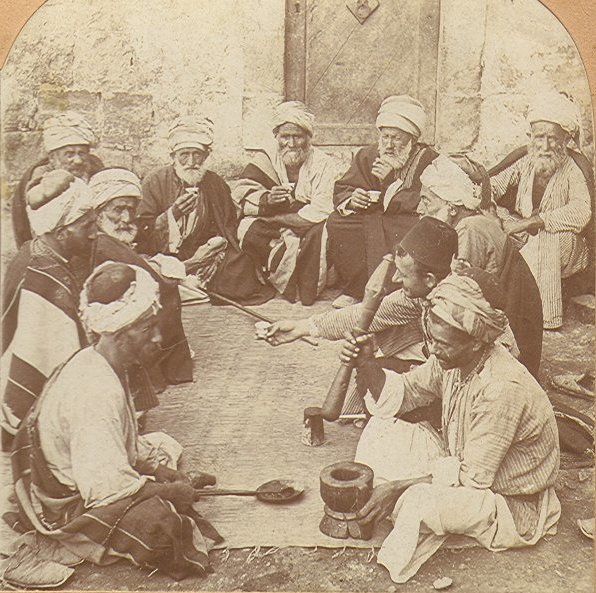
Café na Palestina em 1900 - cartão estereoscópico da Keystone View Company

Por volta de 1570, o café foi introduzido em Veneza, Itália, mas a bebida, considerada maometana, era proibida aos cristãos e somente foi liberada após o papa Clemente VIII provar o café.
Na Inglaterra, em 1652, foi aberta a primeira casa de café da Europa ocidental, seguindo-se a Itália dois anos depois. Em 1672 cabe a Paris inaugurar a sua primeira casa de café. Foi precisamente na França que, pela primeira vez, se adicionou açúcar ao café, o que aconteceu durante o reinado de Luís XIV, a quem haviam oferecido um cafeeiro em 1713.
Na sua peregrinação pelo mundo o café chegou a Java, alcançando posteriormente os Países Baixos e, graças ao dinamismo do comércio marítimo holandês executado pela Companhia das Índias Ocidentais, o café foi introduzido no Novo Mundo, espalhando-se nas Guianas, Martinica, São Domingos, Porto Rico e Cuba. Gabriel Mathien de Clieu, oficial francês, foi quem trouxe para a América os primeiros grãos.

## Lavouras de café no Brasil

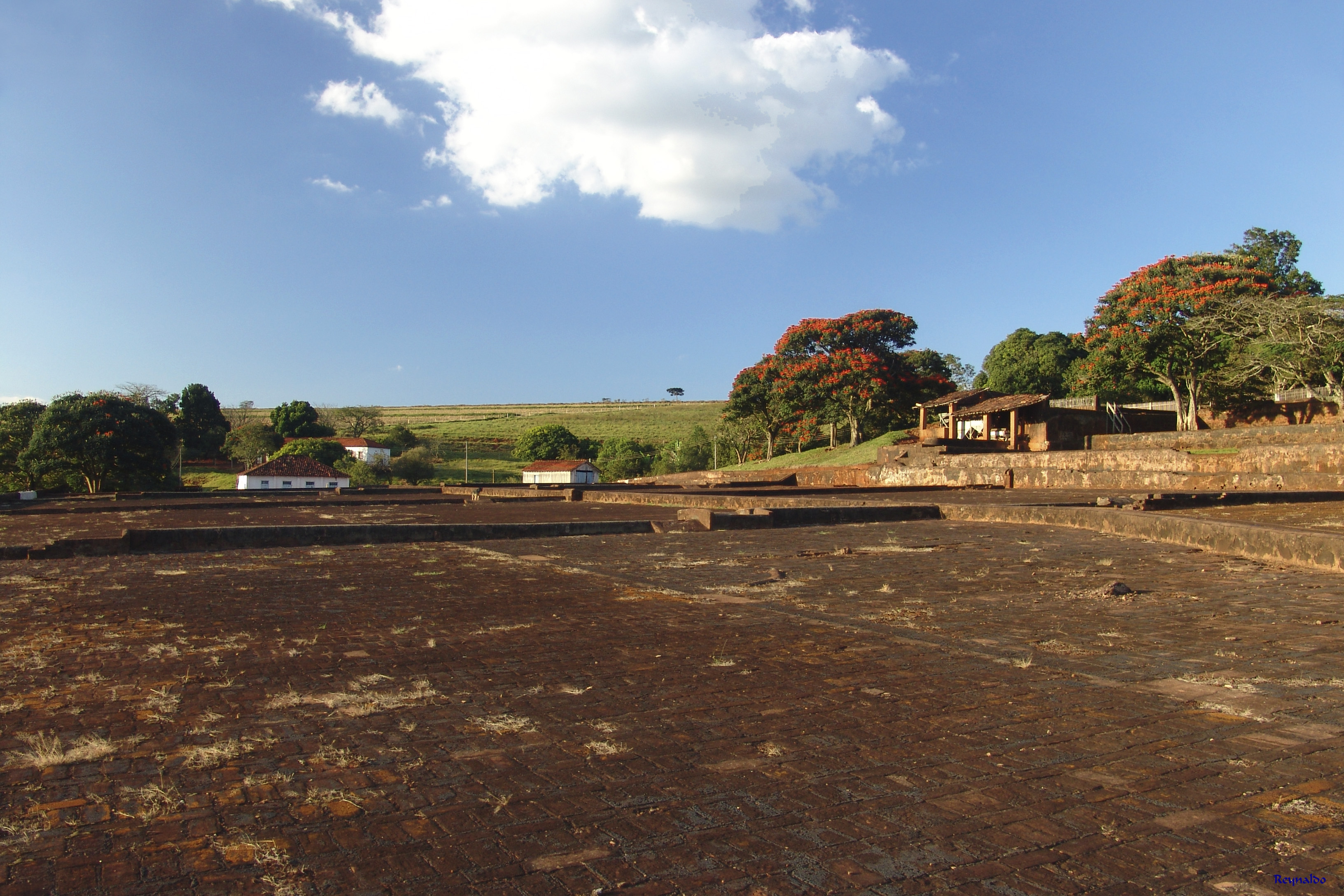
Fazenda típica de café, vista do terreiro de secagem do café ao fundo instalações - Avaré

Em 1727, o sargento-mor Francisco de Melo Palheta, a pedido do governador do Estado do Grão-Pará, lançou-se numa missão para conseguir mudas de café, produto que já tinha grande valor comercial. Para isso, fez uma viagem à Guiana Francesa e lá se aproximou da esposa do governador da capital Caiena. Conquistada sua confiança, conseguiu dela uma muda de café-arábico, que foi trazida clandestinamente para o Brasil.
Das primeiras plantações na Região Norte, mais especificamente no estado do Pará, em uma cidade pequena próxima a Belém, as mudas foram usadas para plantios no Maranhão e na Bahia, na Região Nordeste.
As condições climáticas não eram as melhores nessa primeira escolha e, entre 1800 e 1850, tentou-se o cultivo noutras regiões: o desembargador João Alberto Castelo Branco trouxe mudas do Pará para a Região Sudeste e as cultivou no Rio de Janeiro, depois São Paulo e Minas Gerais, locais onde o sucesso foi total. O negócio do café começou, assim, a desenvolver-se de tal forma que se tornou a mais importante fonte de receitas do Brasil e de divisas externas durante muitas décadas a partir da década de 1850.

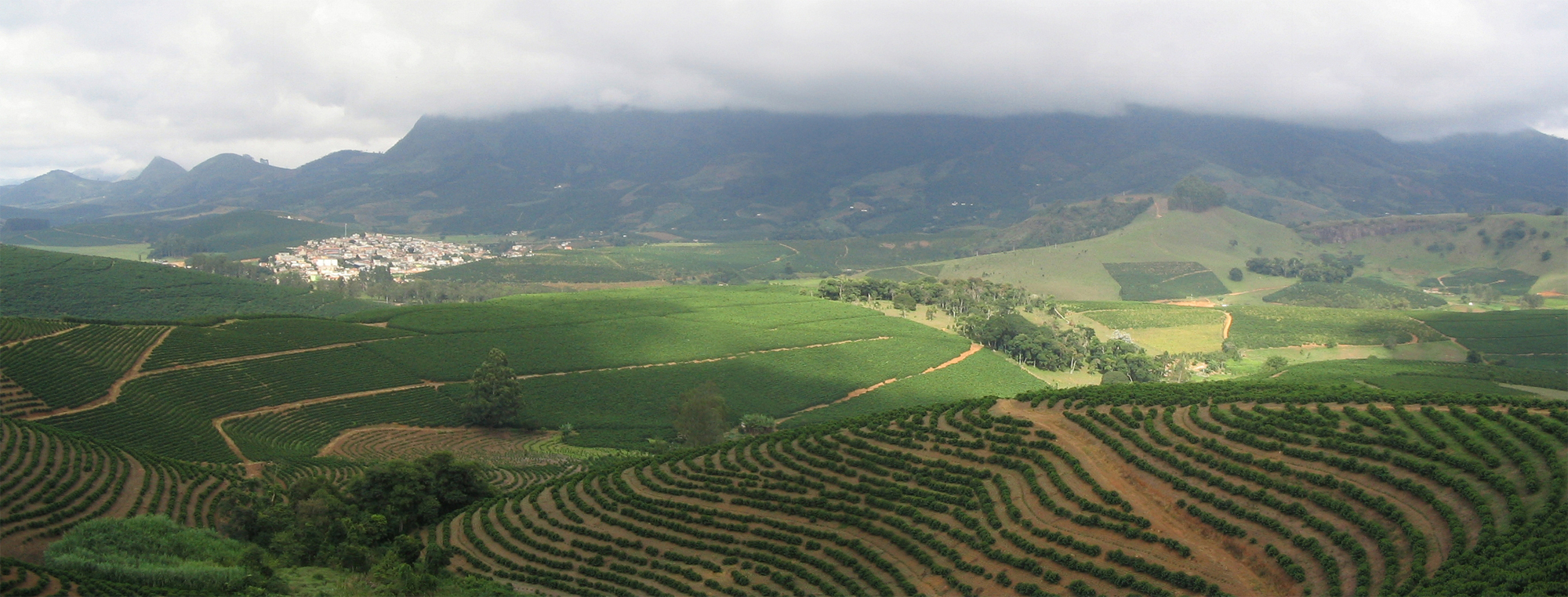
Plantação próxima da cidade de São João do Manhuaçu - Minas Gerais - Brasil

O sucesso da lavoura cafeeira em São Paulo, durante a primeira parte do século XX, fez com que o Estado se tornasse um dos mais ricos do país, permitindo que vários fazendeiros indicassem ou se tornassem presidentes do Brasil (política conhecida como café-com-leite, por se alternarem na presidência paulistas e mineiros), até que se enfraqueceram politicamente com a Revolução de 1930.
O café era escoado das fazendas depois de secados nos terreiros de café, no interior do estado de São Paulo, até as estações de trem, onde eram armazenados em sacas, nos armazéns das ferrovias, e, depois embarcado nos trens e enviado ao Porto de Santos, através de ferrovias, principalmente pela inglesa São Paulo Railway.

## O fim do tráfico e seus efeitos
O tráfico negreiro era um dos negócios mais lucrativos da economia brasileira e movimentava muito dinheiro. Com sua proibição, os capitais antes aplicados na compra de escravos foram deslocados para outras atividades. Ocorreu assim um incremento das indústrias, das ferrovias, dos telégrafos e da navegação. Junto com o café, o fim do tráfico proporcionou o início da modernização brasileira.
Reagindo aos efeitos da extinção do tráfico negreiro, os cafeicultores recorreram ao tráfico interprovincial e desenvolveram uma política de atração de imigrantes europeus para suas lavouras. As lavouras decadentes da cana de açúcar no Nordeste ampliaram a venda de escravos para as lavouras do Centro-Sul, que se transformaram na principal região escravagista do país. Porém, o trabalho dos imigrantes só ganharia peso na década de 1880, quando os cafeicultores já não conseguiam segurar os escravos nas fazendas, devido à força da campanha abolicionista.

### O Café e a geada
O café foi plantado no oeste do estado de São Paulo, nos lugares mais altos, os espigões, divisores das bacias dos rios que desembocam no rio Paraná, lugares menos propensos à geadas que as baixadas dos rios. Nestes espigões foram também construídas as ferrovias e cidades do Oeste de São Paulo, longe da malária que era comum nas proximidades dos rios. O café em São Paulo sofreu sobremaneira com a "grande geada de 1918" e a geada de 18 de julho de 1975, que atingiu também o norte do estado do Paraná, dizimando todos os cafezais das regiões de Londrina e Maringá.

## A valorização do café
O mais conhecido convênio de estados cafeeiros para obter financiamento externo para armazenamento de café, em armazéns, a fim de diminuir a oferta externa e conseguir preços mais elevados para o mesmo, foi o Convênio de Taubaté de 1906. O pressuposto da retenção de estoques de café era a crença de que depois de uma safra boa, ocorreria uma safra ruim, durante a qual o café estocado no ano anterior seria exportado. A partir da década de 1920, a valorização do café tornou-se permanente, aumentado muito o volume estocado, fazendo os preços se elevarem, atraindo com isso novos países produtores ao mercado fazendo concorrência ao Brasil. Com a crise de 1929, a partir do governo de Getúlio Vargas, todos os estoques de café tiveram que ser queimados para os preços não caírem. A escolha foi feita de modo a manter o café como um produto destinado às elites. Ou seja, o governo preferiu queimar o café à vendê-lo por um preço mais baixo, o que o tornaria acessível a qualquer cidadão da época. Foram queimados de 1931 a 1943, 72 milhões de sacas, equivalentes a 4 safras boas. A partir de 1944, a oferta de café passou a ser regulada por convênios entre países produtores.

## Na Europa

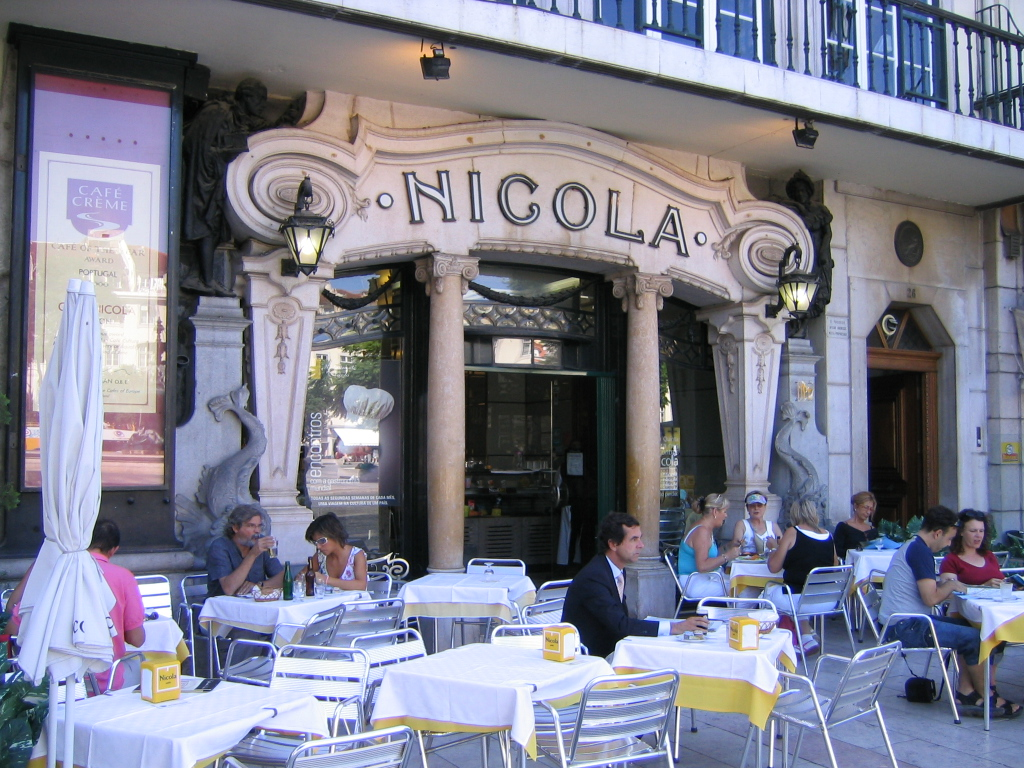
Café Nicola, em Lisboa

Os estabelecimentos comerciais na Europa consolidaram o uso da bebida do café, e diversas casas de café ficaram mundialmente conhecidas, como o Café Nicola, em Lisboa, onde se encontravam políticos e escritores, sendo de realçar o poeta Bocage, o Virgínia Coffee House, em Londres, e o Café de La Régence, em Paris, onde se reuniam nomes famosos como Rousseau, Voltaire, Richelieu e Diderot.
O invento da cafeteira, já em finais do século XVIII, por parte do conde de Rumford, deu um grande impulso à proliferação da bebida, ajudada ainda por uma outra cafeteira de 1802, esta da autoria do francês Descroisilles, onde dois recipientes eram separados por um filtro.